# Rhodope veranii
Rhodope veranii is een slakkensoort uit de familie van de Rhodopidae. De wetenschappelijke naam van de soort is voor het eerst geldig gepubliceerd in 1847 door Koelliker.